# Elecciones legislativas de Ecuador de 1984
Las elecciones legislativas de Ecuador de 1984 se celebraron el 29 de enero de 1984 para la elección de los 71 diputados que conformarían el Congreso Nacional del Ecuador en el período 1984-1988 para los diputados nacionales y 1984-1986 para los provinciales.

## Escaños
- 12 diputados nacionales
- 59 diputados provinciales

| Provincia       | Escaños | Provincia        | Escaños |
| --------------- | ------- | ---------------- | ------- |
| Azuay           | 3       | Bolívar          | 2       |
| Cañar           | 2       | Carchi           | 2       |
| Chimborazo      | 3       | Cotopaxi         | 3       |
| El Oro          | 3       | Esmeraldas       | 3       |
| Galápagos       | 1       | Guayas           | 9       |
| Imbabura        | 3       | Loja             | 3       |
| Los Ríos        | 3       | Manabí           | 5       |
| Morona Santiago | 1       | Napo             | 2       |
| Pastaza         | 1       | Pichincha        | 6       |
| Tungurahua      | 3       | Zamora Chinchipe | 1       |

## Resultados
Partidos con representación parlamentaria
| Partido | Partido                   | Partido                                          | Lista Nacional | Lista Nacional | Lista Nacional | Listas Provinciales | Listas Provinciales | Listas Provinciales | Total | Total       |
| Partido | Partido                   | Partido                                          | Votos          | %              | Dip.           | Votos               | %                   | Dip.                | Dip.  | ±           |
| ------- | ------------------------- | ------------------------------------------------ | -------------- | -------------- | -------------- | ------------------- | ------------------- | ------------------- | ----- | ----------- |
| 12      |                           | Izquierda Democrática (ID)                       | 394.212        | 19,45          | 3              | 410.914             | 20,01               | 21                  | 24    | 9           |
| 6       |                           | Partido Social Cristiano (PSC)                   | 361.755        | 17,85          | 2              | 235.117             | 11,45               | 7                   | 9     | 6           |
| 3       |                           | Partido Demócrata (PD)                           | 185.376        | 9,15           | 1              | 164.835             | 8,03                | 4                   | 5     | Nuevo       |
| 4       |                           | Concentración de Fuerzas Populares (CFP)         | 176.251        | 8,70           | 1              | 184.506             | 8,99                | 6                   | 7     | 22          |
| 14      |                           | Frente Radical Alfarista (FRA)                   | 161.643        | 7,98           | 1              | 180.896             | 8,81                | 5                   | 6     | Nuevo       |
| 5       |                           | Democracia Popular (DP)                          | 130.173        | 6,42           | 1              | 150.392             | 7,32                | 3                   | 4     | Nuevo       |
| 15      |                           | Movimiento Popular Democrático (MPD)             | 123.333        | 6,09           | 1              | 134.036             | 6,53                | 2                   | 3     | 2           |
| 10      |                           | Partido Roldosista Ecuatoriano (PRE)             | 104.848        | 5,17           | 1              | 103.827             | 5,06                | 2                   | 3     | Nuevo       |
| 9       |                           | Frente Amplio de Izquierda (FADI)                | 88.660         | 4,37           | 1              | 105.401             | 5,13                | 1                   | 2     | 1           |
| 2       |                           | Partido Liberal Radical Ecuatoriano (PLRE)       | 75.489         | 3,72           | 0              | 122.485             | 5,97                | 4                   | 4     | Sin cambios |
| 1       |                           | Partido Conservador Ecuatoriano (PCE)            | 56.785         | 2,80           | 0              | 72.523              | 3,53                | 2                   | 2     | 8           |
| 7       |                           | Pueblo, Cambio y Democracia (PCD)                | 49.645         | 2,45           | 0              | 55.147              | 2,70                | 0                   | 0     | Nuevo       |
| 11      |                           | Partido Nacionalista Revolucionario (PNR)        | 37.030         | 1,83           | 0              | 46.081              | 2,24                | 1                   | 1     | 1           |
| 17      |                           | Partido Socialista Ecuatoriano (PSE)             | 32.048         | 1,58           | 0              | 36.084              | 1,76                | 1                   | 1     | 1           |
| 8       |                           | Coalición Institucionalista Democrática (CID)    | 25.718         | 1,27           | 0              | 27.869              | 1,36                | 0                   | 0     | 1           |
| 16      |                           | Federación Nacional Velasquista (FNV)            | 14.938         | 0,74           | 0              | 18.281              | 0,89                | 0                   | 0     | 1           |
| 13      |                           | Acción Popular Revolucionaria Ecuatoriana (APRE) | 8.710          | 0,43           | 0              | 4.508               | 0,22                | 0                   | 0     | Nuevo       |
|         |                           |                                                  |                |                |                |                     |                     |                     |       |             |
|         | Votos válidos             | Votos válidos                                    | 2.026.614      | 76.86          |                | 2.053.212           | 77.28               |                     |       |             |
|         | Votos en blanco           | Votos en blanco                                  | 355.908        | 13.50          | 234.571        | 8.83                |                     |                     |       |             |
|         | Votos nulos               | Votos nulos                                      | 254.134        | 9.64           | 369.101        | 13.89               |                     |                     |       |             |
|         | TOTAL                     | TOTAL                                            | 2,636,656      | 100,00         | 12             | 2,656,884           | 100,00              | 59                  | 71    | 2           |
|         | Registrados/Participación | Registrados/Participación                        | 3,734,076      | 70.61          | 9.59           | 3,734,076           | 71.15               | 9.22                |       |             |

Fuente: 

### Escaños Obtenidos en Lista Nacional y por Provincia
| Provincias       |    |   |   |   |   |   |   |   |   |   |   |   |   | Total |
| ---------------- | -- | - | - | - | - | - | - | - | - | - | - | - | - | ----- |
| Nacional         | 3  | 2 | 1 | 1 | 1 | 1 |   | 1 | 1 | 1 |   |   |   | 12    |
| Azuay            | 1  | 1 |   |   | 1 |   |   |   |   |   |   |   |   | 3     |
| Bolívar          | 1  |   |   |   |   |   | 1 |   |   |   |   |   |   | 2     |
| Cañar            | 2  |   |   |   |   |   |   |   |   |   |   |   |   | 2     |
| Carchi           | 1  |   |   |   |   |   |   |   |   |   | 1 |   |   | 2     |
| Chimborazo       | 1  |   |   |   |   |   |   |   |   | 1 |   |   | 1 | 3     |
| Cotopaxi         | 1  | 1 |   | 1 |   |   |   |   |   |   |   |   |   | 3     |
| El Oro           | 1  |   | 1 |   |   |   |   |   |   |   |   | 1 |   | 3     |
| Esmeraldas       | 1  |   | 1 |   |   | 1 |   |   |   |   |   |   |   | 3     |
| Galápagos        | 1  |   |   |   |   |   |   |   |   |   |   |   |   | 1     |
| Guayas           | 1  | 1 | 2 | 2 |   |   | 1 |   | 2 |   |   |   |   | 9     |
| Imbabura         | 2  |   |   |   | 1 |   |   |   |   |   |   |   |   | 3     |
| Loja             | 1  |   |   |   |   | 1 |   |   |   |   | 1 |   |   | 3     |
| Los Ríos         | 1  | 1 |   | 1 |   |   |   |   |   |   |   |   |   | 3     |
| Manabí           | 1  | 1 | 1 | 1 |   | 1 |   |   |   |   |   |   |   | 5     |
| Morona Santiago  | 1  |   |   |   |   |   |   |   |   |   |   |   |   | 1     |
| Napo             | 1  |   | 1 |   |   |   |   |   |   |   |   |   |   | 2     |
| Pastaza          |    |   |   |   |   |   | 1 |   |   |   |   |   |   | 1     |
| Pichincha        | 2  | 1 |   |   | 1 |   | 1 | 1 |   |   |   |   |   | 6     |
| Tungurahua       | 1  | 1 |   |   |   |   |   | 1 |   |   |   |   |   | 3     |
| Zamora Chinchipe |    |   |   |   | 1 |   |   |   |   |   |   |   |   | 1     |
| Total            | 24 | 9 | 7 | 6 | 5 | 4 | 4 | 3 | 3 | 2 | 2 | 1 | 1 | 71    |

## Nómina de diputados electos

### Nacionales
| Partido                            | Diputado                 | Diputado                    | Diputado                |
| ---------------------------------- | ------------------------ | --------------------------- | ----------------------- |
| Izquierda Democrática              |                          |                             | Andrés Vallejo Arcos    |
| Izquierda Democrática              | Jorge Zavala Baquerizo   |                             |                         |
| Izquierda Democrática              | Enrique Delgado Coppiano |                             |                         |
| Partido Social Cristiano           |                          | César Acosta Vásquez        | César Acosta Vásquez    |
| Partido Social Cristiano           |                          | Sixto Durán Ballén Cordovez |                         |
| Concentración de Fuerzas Populares |                          | Leonardo Escobar Bravo      | Leonardo Escobar Bravo  |
| Frente Radical Alfarista           |                          | Edgar Molina Montalvo       | Edgar Molina Montalvo   |
| Frente Amplio de Izquierda         |                          | Efraín Álvarez Fiallo       | Efraín Álvarez Fiallo   |
| Partido Roldosista Ecuatoriano     |                          | Roberto Dunn Barreiro       | Roberto Dunn Barreiro   |
| Democracia Popular                 |                          |                             | Wilfrido Lucero Bolaños |
| Movimiento Popular Democrático     |                          | Jorge Moreno Ordóñez        | Jorge Moreno Ordóñez    |
| Partido Demócrata                  |                          | Carlos Feraud Blum          | Carlos Feraud Blum      |

### Provinciales

#### Azuay
| Partido                  | Diputado | Diputado                  |
| ------------------------ | -------- | ------------------------- |
| Izquierda Democrática    |          | Enrique Carpio Cordero    |
| Partido Social Cristiano |          | Luis Palacios Monsalve    |
| Partido Demócrata        |          | Alejandro Serrano Galarza |

#### Bolívar
| Partido                             | Diputado | Diputado                       |
| ----------------------------------- | -------- | ------------------------------ |
| Partido Liberal Radical Ecuatoriano |          | Carlos Alberto Chávez Guerrero |
| Izquierda Democrática               |          | Bayardo Poveda Vargas          |

#### Cañar
| Partido               | Diputado                  | Diputado                       |
| --------------------- | ------------------------- | ------------------------------ |
| Izquierda Democrática |                           | Carlos Aurelio Ávila Gavilánez |
| Izquierda Democrática | Virgilio Saquicela Toledo |                                |

#### Carchi
| Partido                         | Diputado | Diputado                 |
| ------------------------------- | -------- | ------------------------ |
| Izquierda Democrática           |          | Jacinto Pozo González    |
| Partido Conservador Ecuatoriano |          | Ignacio Zambrano Benítez |

#### Chimborazo
| Partido                        | Diputado | Diputado                   |
| ------------------------------ | -------- | -------------------------- |
| Partido Socialista Ecuatoriano |          | Edelberto Bonilla Oleas    |
| Izquierda Democrática          |          | Víctor Hugo Córdova Gaibor |
| Frente Amplio de Izquierda     |          | Eduardo Fonseca Garzón     |

#### Cotopaxi
| Partido                  | Diputado | Diputado                      |
| ------------------------ | -------- | ----------------------------- |
| Frente Radical Alfarista |          | Galo Atiaga Bustillos         |
| Izquierda Democrática    |          | Alejandro Cepeda Estupiñán    |
| Partido Social Cristiano |          | Piedad Josefina Izurieta Ruiz |

#### El Oro
| Partido                             | Diputado | Diputado                    |
| ----------------------------------- | -------- | --------------------------- |
| Partido Nacionalista Revolucionario |          | Errol Cartwright Betancourt |
| Izquierda Democrática               |          | Vicente Chérrez Alvarado    |
| Concentración de Fuerzas Populares  |          | Rafael Mayón Jurado         |

#### Esmeraldas
| Partido                            | Diputado | Diputado                  |
| ---------------------------------- | -------- | ------------------------- |
| Concentración de Fuerzas Populares |          | Francisco Mejía Villa     |
| Democracia Popular                 |          | María Floripa Mejía Villa |
| Izquierda Democrática              |          | Nelson Ortiz Stefanuto    |

#### Galápagos
| Partido               | Diputado | Diputado                |
| --------------------- | -------- | ----------------------- |
| Izquierda Democrática |          | Freddy Herrera Villacís |

#### Guayas
| Partido                             | Diputado                       | Diputado                   |
| ----------------------------------- | ------------------------------ | -------------------------- |
| Partido Roldosista Ecuatoriano      |                                | Elsa Bucaram Ortiz         |
| Partido Roldosista Ecuatoriano      | Fausto Pérez Vergara           |                            |
| Concentración de Fuerzas Populares  |                                | Averroes Bucaram Zaccida   |
| Concentración de Fuerzas Populares  | Leonidas Plaza Verduga         |                            |
| Frente Radical Alfarista            |                                | Iván Castro Patiño         |
| Frente Radical Alfarista            | José Enrique Espinel Jaramillo |                            |
| Partido Social Cristiano            |                                | Eduardo Carmigniani Garcés |
| Izquierda Democrática               |                                | Fernando Larrea Martínez   |
| Partido Liberal Radical Ecuatoriano |                                | Carlos Luis Plaza Aray     |

#### Imbabura
| Partido               | Diputado                      | Diputado             |
| --------------------- | ----------------------------- | -------------------- |
| Izquierda Democrática |                               | Luis Cervantes Silva |
| Izquierda Democrática | Jorge Aníbal Vadospinos Rubio |                      |
| Partido Demócrata     |                               | Joaquín Lalama Nieto |

#### Loja
| Partido                         | Diputado | Diputado             | Diputado                      |
| ------------------------------- | -------- | -------------------- | ----------------------------- |
| Democracia Popular              |          |                      | José Bolívar Castillo Vivanco |
| Izquierda Democrática           |          | Lorgio García García | Lorgio García García          |
| Partido Conservador Ecuatoriano |          | Eloy Torres Guzmán   | Eloy Torres Guzmán            |

#### Los Ríos
| Partido                  | Diputado | Diputado                 |
| ------------------------ | -------- | ------------------------ |
| Partido Social Cristiano |          | Walter Andrade Fajardo   |
| Frente Radical Alfarista |          | Oscar Llerena Olvera     |
| Izquierda Democrática    |          | Guillermo Zapatier Arias |

#### Manabí
| Partido                            | Diputado | Diputado                  | Diputado                  |
| ---------------------------------- | -------- | ------------------------- | ------------------------- |
| Izquierda Democrática              |          | Mario Fidel Suárez Mieles | Mario Fidel Suárez Mieles |
| Partido Social Cristiano           |          |                           | Manuel Félix López        |
| Democracia Popular                 |          | Simón Bustamante Vera     | Simón Bustamante Vera     |
| Frente Radical Alfarista           |          |                           | Humberto Guillem Murillo  |
| Concentración de Fuerzas Populares |          | José Rivas Valle          | José Rivas Valle          |

#### Morona Santiago
| Partido               | Diputado | Diputado                      |
| --------------------- | -------- | ----------------------------- |
| Izquierda Democrática |          | Simón Rivadeneira Rivadeneira |

#### Napo
| Partido                            | Diputado | Diputado              |
| ---------------------------------- | -------- | --------------------- |
| Concentración de Fuerzas Populares |          | Rubén Cevallos Vega   |
| Izquierda Democrática              |          | Edgar Santillán Oleas |

#### Pastaza
| Partido                             | Diputado | Diputado                        |
| ----------------------------------- | -------- | ------------------------------- |
| Partido Liberal Radical Ecuatoriano |          | Aníbal Wenceslao Cáceres Idrobo |

#### Pichincha
| Partido                             | Diputado                 | Diputado               | Diputado               |
| ----------------------------------- | ------------------------ | ---------------------- | ---------------------- |
| Izquierda Democrática               |                          |                        | Raúl Baca Carbo        |
| Izquierda Democrática               | Antonio Rodríguez Vicens |                        |                        |
| Partido Demócrata                   |                          | Marcelo Quevedo Toro   | Marcelo Quevedo Toro   |
| Partido Social Cristiano            |                          | Camilo Ponce Gangotena | Camilo Ponce Gangotena |
| Partido Liberal Radical Ecuatoriano |                          | Álvaro Pérez Intriago  | Álvaro Pérez Intriago  |
| Movimiento Popular Democrático      |                          |                        | Lenín Rosero Cisneros  |

#### Tungurahua
| Partido                        | Diputado | Diputado              |
| ------------------------------ | -------- | --------------------- |
| Movimiento Popular Democrático |          | Carlos Carrillo Muela |
| Partido Social Cristiano       |          | Mario Cobo Barona     |
| Izquierda Democrática          |          | Gabriel Ruiz Albán    |

#### Zamora Chinchipe
| Partido           | Diputado | Diputado                    |
| ----------------- | -------- | --------------------------- |
| Partido Demócrata |          | Vicente Elías Rivera Rivera |

Fuente:

## Diputados que dejaron sus curules
| Diputado                    | Partido                  | Motivo                                                                                     | Reemplazo           | Partido                  | Ref.        |
| --------------------------- | ------------------------ | ------------------------------------------------------------------------------------------ | ------------------- | ------------------------ | ----------- |
| Sixto Durán Ballén Cordovez | Partido Social Cristiano | Renuncia antes de asumir el cargo Designado Presidente de la Junta Nacional de la Vivienda | Enrique Ponce Luque | Partido Social Cristiano | [ 8 ] [ 9 ] |